# Résolution 1424 du Conseil de sécurité des Nations unies
Membres permanents
- Chine
- États-Unis
- France
- Royaume-Uni
- Russie

Membres non permanents
- Bulgarie
- Cameroun
- Colombie
- Guinée
- Irlande
- Mexique
- Maurice
- Norvège
- Singapour
- Syrie

Résolution no 1423 Résolution no 1425
La résolution 1424 du Conseil de sécurité des Nations unies, adoptée à l'unanimité le 12 juillet 2002, après avoir rappelé les résolutions précédentes sur sur la Croatie, notamment les résolutions 779 (1992), 981 (1995), 1088 (1996), 1147 (1998), 1183 (1998), 1222 ( 1999), 1252 (1999), 1285 (2000), 1307 (2000), 1357 (2001), 1362 (2001) et 1387 (2002), a autorisé la Mission d'observation des Nations unies à Prevlaka (MONUP) à poursuivre sa surveillance de la démilitarisation de la péninsule de Prevlaka en Croatie pendant trois mois, soit jusqu'au 15 octobre 2002.
Le Conseil de sécurité s'est félicité de la situation calme et stable dans la péninsule de Prevlaka et a noté avec satisfaction que la Croatie et la république fédérale de Yougoslavie (Serbie-et-Monténégro) étaient convenues de créer une commission inter-États de la frontière commune. Il a également relevé que la présence de la MONUP contribuait grandement à maintenir des conditions propices au règlement du différend.
La résolution se félicite des progrès réalisés par la Croatie et la république fédérale de Yougoslavie (Serbie et Monténégro) dans la normalisation de leurs relations. Il a exhorté les deux parties à cesser les violations du régime de démilitarisation, à coopérer avec les observateurs des Nations unies et à garantir une totale liberté de mouvement à ces derniers. Le secrétaire général Kofi Annan a été prié de faire rapport au Conseil avant le 15 octobre 2002. Les deux parties ont été invitées à intensifier leurs efforts en vue d'un règlement négocié du différend de Prevlaka. La durée du mandat de la MONUP serait revue si les parties informaient le Conseil qu'un règlement avait été trouvé. 

## Voir également
- Dislocation de la Yougoslavie
- Guerre de Croatie
- Guerres de Yougoslavie